# Абай (Казалинский район)
Абай (каз. Абай, до 1997 г. — Авангард) — село в Казалинском районе Кызылординской области Казахстана. Административный центр Сарыкольского сельского округа. Находится примерно в 13 км к югу от районного центра, посёлка Айтеке-Би. Код КАТО — 434455100.

## Население
В 1999 году население села составляло 1117 человек (543 мужчины и 574 женщины). По данным переписи 2009 года, в селе проживали 1134 человека (565 мужчин и 569 женщин).